# Lista biskupów Faras

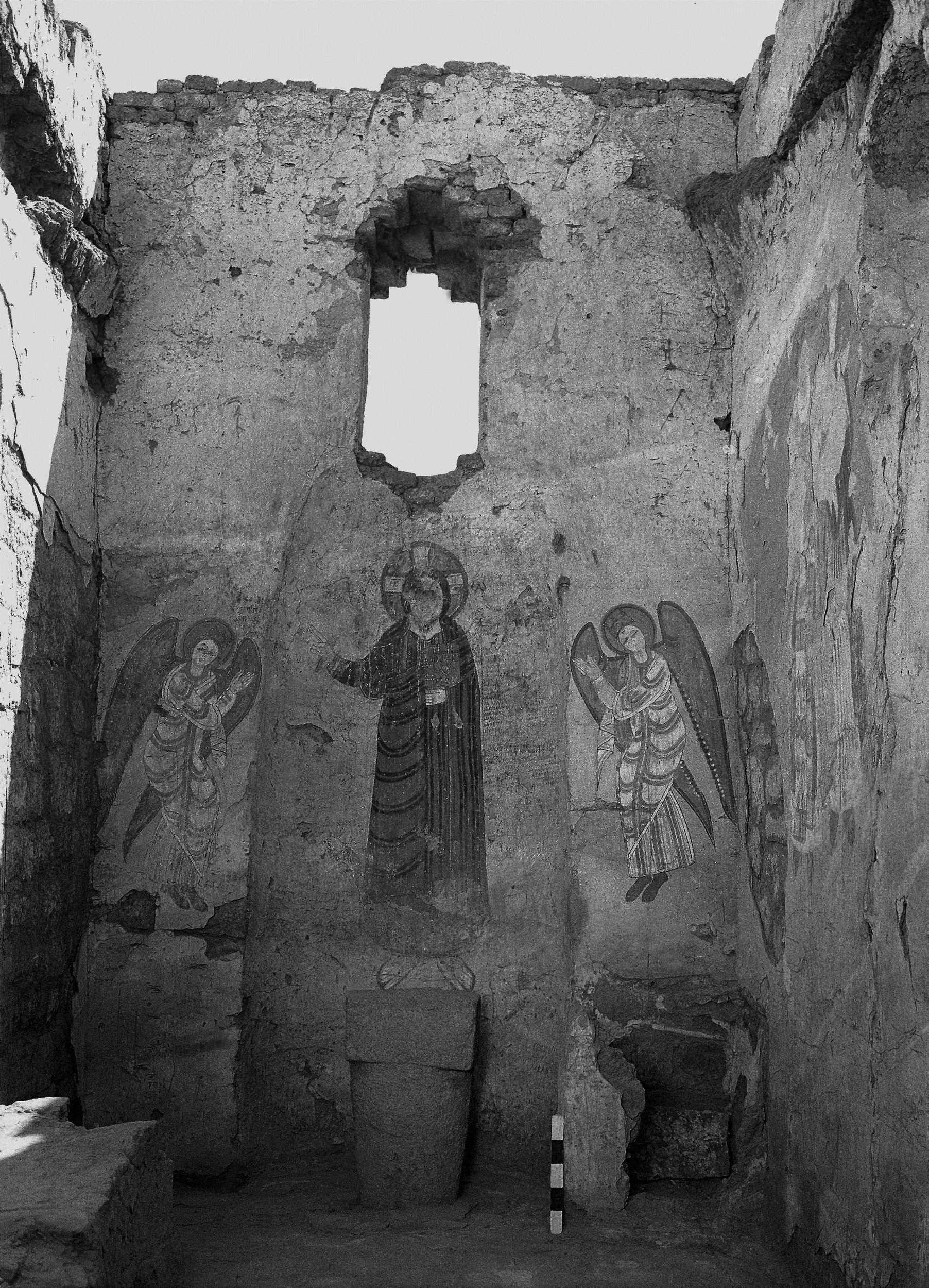
Ściana baptysterium z listą biskupów znajdującą się po prawej stronie środkowej postaci – Chrystusa

Lista biskupów Faras – jeden z najważniejszych dokumentów odnalezionych przez polską misję archeologiczną w Faras, wypisany na tynku w niszy ściany wschodniej dawnego baptysterium katedry. Zawiera 27 imion. Podaje miesiąc śmierci biskupa oraz długość jego episkopatu. Najstarszą część listy datuje się na ok. 902 r. po Chr. Została ona sporządzona w części w języku greckim, w części w koptyjskim. W całości widać wyraźne wpływy staronubijskiej ortografii. Zabytek ten nie zachował się dobrze do naszych czasów, głównie z powodu wilgoci. Na podstawie Listy ustalono chronologię rozwoju malarstwa w Faras (dzięki zwyczajowi, według którego biskup najpóźniej w drugim roku po objęciu stanowiska umieszczał swój portret w katedrze), co pomogło w ustalaniu dziejów malarstwa nubijskiego oraz koptyjskiego w okresie od początku VIII do końca XIII w.

## Opis Listy
Lista, o wymiarach 58x87 cm, pierwotnie znajdowała się na ścianie w niszy w południowo-wschodnim narożniku katedry w Faras (na prawo od wizerunku Chrystusa Emmanuela, umieszczonego w środku niszy), obecnie prezentowana jest w Muzeum Narodowym Sudanu w Chartumie. Została spisana czarnym atramentem w 31 liniach. Wyróżnia się pięć kolumn, w których znajdują się kolejno (od lewej): 1. imię, 2. słowo: „lat”, 3. lata episkopatu, 4. miesiąc śmierci i 5. dzień śmierci biskupa. Pozycje ostatnich biskupów z Listy zostały uzupełnione o dodatkowe dane – zawierają  określenie „Biskup Pachoras”, imię „duchowego” ojca oraz wiek zmarłego. 
Na podstawie stylu pisma można stwierdzić, że listę tworzyły różne osoby z wyjątkiem pierwszych piętnastu pozycji, które zostały spisane przez jednego człowieka, oraz pozycji nr 19 i 20, które również wykonał jeden skryba. Ponadto, w przypadku imion nr 16 i 20, widoczna jest renowacja istniejących wcześniej napisów, polegająca na ponownym nakreśleniu liter czarnym tuszem lub napisaniu imienia od nowa (przez inną osobę niż oryginalnie).

## Biskupi, których imiona zostały umieszczone na Liście

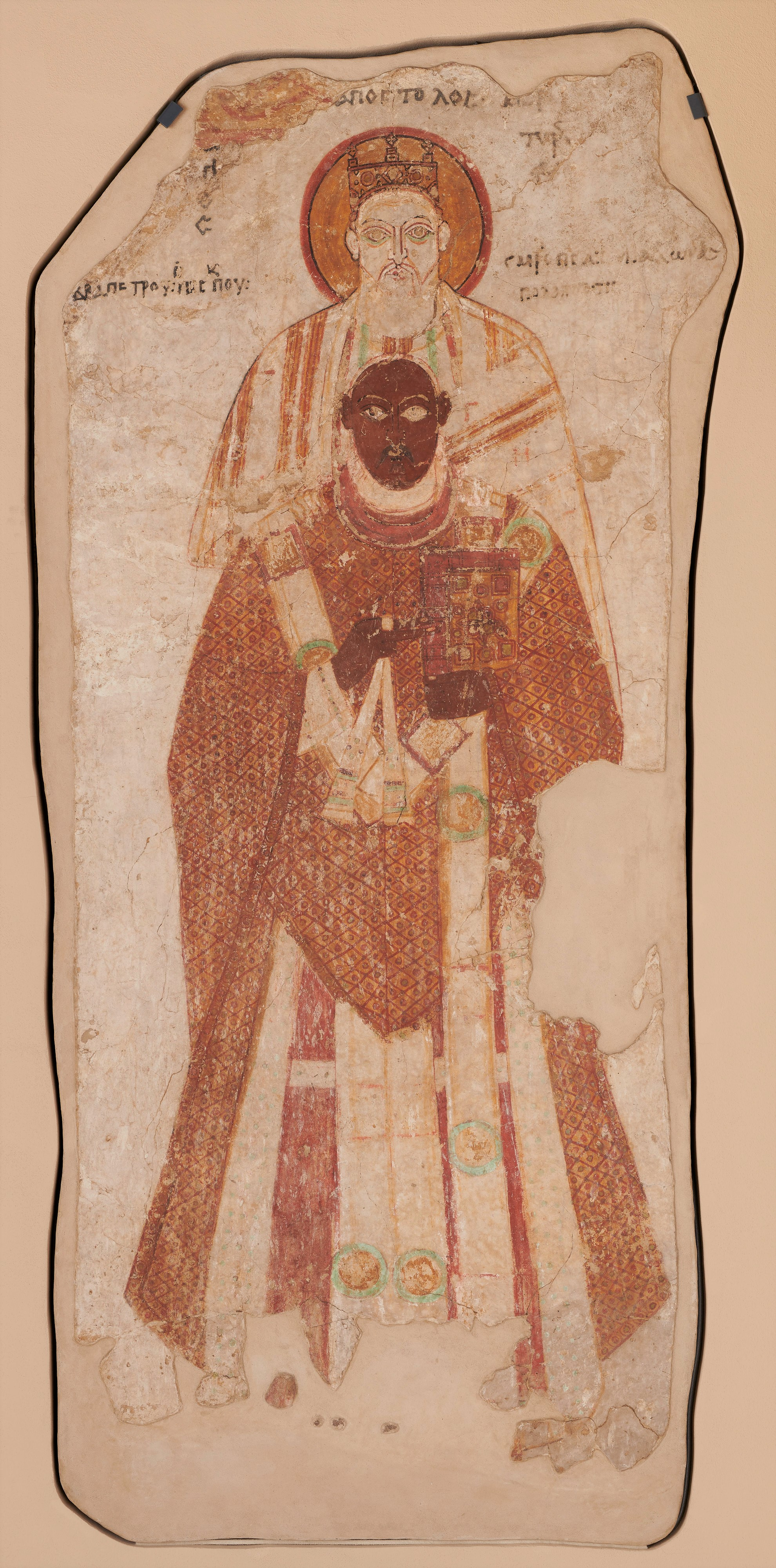
Biskup Petros I pod opieką św. Piotra. Malowidło pochodzące z katedry w Faras, obecnie znajduje się w Muzeum Narodowym w Warszawie

1. Aetios – pierwszy biskup Faras reprezentujący odłam melchicki. Jego imię znane jest jedynie z Listy biskupów umieszczonej na ścianie Katedry w Faras (Listy biskupów). Mianowany najprawdopodobniej przez metropolitę Dongoli, sprawował swój urząd w latach 620–630. Imię biskupa, którego początek jest rekonstrukcją autorstwa Stefana Jakobielskiego, świadczy o jego bizantyjskim pochodzeniu. Aetios uznawany jest za fundatora najstarszej faraskiej katedry[4].
2. Sarapion
3. Pozycja nieczytelna z powodu złego stanu zachowania zabytku.
4. Pilatos – biskup Faras, którego imię znane jest z Listy biskupów oraz z dwóch monogramów zachowanych na elementach architektonicznych, co świadczyło o jego działalności budowlanej. Monogramy mają kształt krzyża, przy każdym z zakończeń ramion umieszczono litery odnoszące się do jego imienia oraz napis ΠΟΛΛΑΤΑ ΕΤΙ (jest to formuła często pojawiającą się w Faras i oznacza „na wiele lat”)[2].
5. Paulos – biskup-proedros Faras, którego urzędowanie przypada na wczesny VIII w. W pobliżu Katedry odkryto dwie stele fundacyjne datowane na 707 r. i zapisane w języku greckim i koptyjskim, które wymieniają biskupa Paulosa jako fundatora przybytku powstałego na miejscu katedry Aetiosa[2].
6. Mena – biskup Faras, który zmarł ok. 730 r.
7. Mathaios – biskup Faras, który zakończył swój urząd w 766 r.
8. Ignatios – biskup Faras urzędujący do 802 r.
9. Joannes I – biskup Faras, który zakończył swój urząd w 809 r.
10. Joannes II – biskup Faras, najpewniej objął urząd po 809 r.
11. Markos – biskup Faras, sprawował urząd pomiędzy 810–826 r.
12. Khael I – biskup Faras urzędujący do 827 r.
13. Thomas – biskup Faras, pełnił swój urząd do 862 r.
14. Iesou I – biskup Faras pełniący urząd do ok. 866 r.
15. Kyros – biskup Faras, który swój urząd objął w późnym IX w., a zmarł w 902 r. Należał do odłamu monofizyckiego i pochodził z terenów Nubii. Jego wizerunek zachował się na fresku w katedrze w Faras i stanowi najstarszy zabytek spośród portretów biskupich zdobiących ściany budowli. Obecnie znajduje się w Muzeum Narodowym w Chartumie[5].
16. Andreas – biskup Faras sprawujący swój urząd do 903 r.
17. Kollouthos – biskup Faras, który pełnił urząd do 923 r.
18. Stephanos – biskup Faras, który sprawował swój urząd do 926 r.
19. Elias – biskup Faras sprawujący swój urząd z tytułem metropolity do 953 r.
20. Aaron – biskup – metropolita Faras, który sprawował swój urząd do 972 r.
21. Petros I – biskup – metropolita Faras należący do odłamu monofizyckiego, który sprawował swój urząd w latach 974–999. Sportretowany na fresku zamieszczonym w katedrze. Na przedstawieniu ukazano stojącego za nim Piotra apostoła, po którym nosił swoje imię[6].
22. Joannes III – biskup Faras sprawujący swój urząd od 997 r. do 21. 09. 1005 r. Jego ciało zostało pochowane w grobowcu przylegającym do południowo-wschodniej ściany katedry[5]. Wraz z nim rozpoczyna się okres urzędowania biskupów reprezentujących odłam melchicki. W czasie swojego pontyfikatu przeprowadził prace remontowe katedry[6].
23. Merkourios – biskup Faras, który pełnił urząd od 1031 do 1052 r. Jego portret znajdował się na ścianie w katedrze; brak koptyjskiego nakrycia głowy wskazuje na przynależność biskupa do odłamu melchickiego[6]. Inskrypcja umieszczona na steli nagrobnej Merkouriosa nazywa go synem („duchowym”) biskupa Joannesa[5].
24. Petros II – biskup Faras sprawujący swój urząd do 1062 r.
25. Georgios – biskup Faras służący w katedrze do 1097 r. Jego wizerunek przedstawiony na ścianie katedry jest ostatnim biskupim portretem w tej budowli. Strój biskupa wskazuje na jego przynależność do odłamu monofizyckiego[6].
26. Khael II – biskup Faras, pełnił swój urząd do 1124 r.
27. Iesou II – ostatni z Listy biskupów z Faras, służył w katedrze do 1170 lub 1175 r.[6]

W 1005 r. objął swój urząd w Faras biskup melchicki Marianos, jednak jego imię nie zostało zawarte na Liście biskupów. Urząd biskupa katedry sprawował najprawdopodobniej do 1031 r. Zmarł w 1036 r., a inskrypcja nagrobna wskazuje jako miejsce śmierci Quasr Ibrim (co przypuszczalnie stało się przyczyną pominięcia jego imienia na Liście). Wizerunek biskupa Marianosa pod opieką Matki Boskiej z Dzieciątkiem i Chrystusa zachował się w Katedrze, a obecnie znajduje się w Polsce w Muzeum Narodowym w Warszawie.